# Buchara (stat)
Emiratet Buchara var en uzbekisk feodal stat i Centralasien runt staden Buchara som periodvis var självständig, och då hade formen av ett khanat respektive emirat. Landets tidigare territorium ingår idag huvudsakligen i Uzbekistan.

## Äldre tid
Det senare Buchara tillsammans med omgivningarna benämndes under forntiden Sogdiana eller Transoxania. Området blev införlivat med persiska riket och stod i beroende till detta rike ända till det störtades 641 e.Kr. Senare drog såväl mongoliska horder som araber genom landet, med följd att det sällan åtnjöt politisk självständighet.
874 blev landet oberoende och hade sin storhetstid under samaniderna (874-1004). Sistnämnda år erövrades Buchara av seldjukerna och var, sedan deras välde ungefär ett århundrade senare gått under, omtvistat mellan nigurer i öster och kovaresmier i väst till början av 1200-talet.

## 1200-talet till 1400-talet
1219 erövrades Buchara av Djingis khan, som där orsakade grymma härjningar. Bucharas välstånd blomstrade åter upp under hans efterträdare. Det lydde till 1363 först under hans son Djagatai khan och därefter dennes dynasti.
1369 blev Timur i Balch utropad till storkhan. Han fick då makt över i landet och valde Samarkand till residens. Landet förblev i timuridernas händer till omkring 1500.

## 1500-talet till 1800-talet

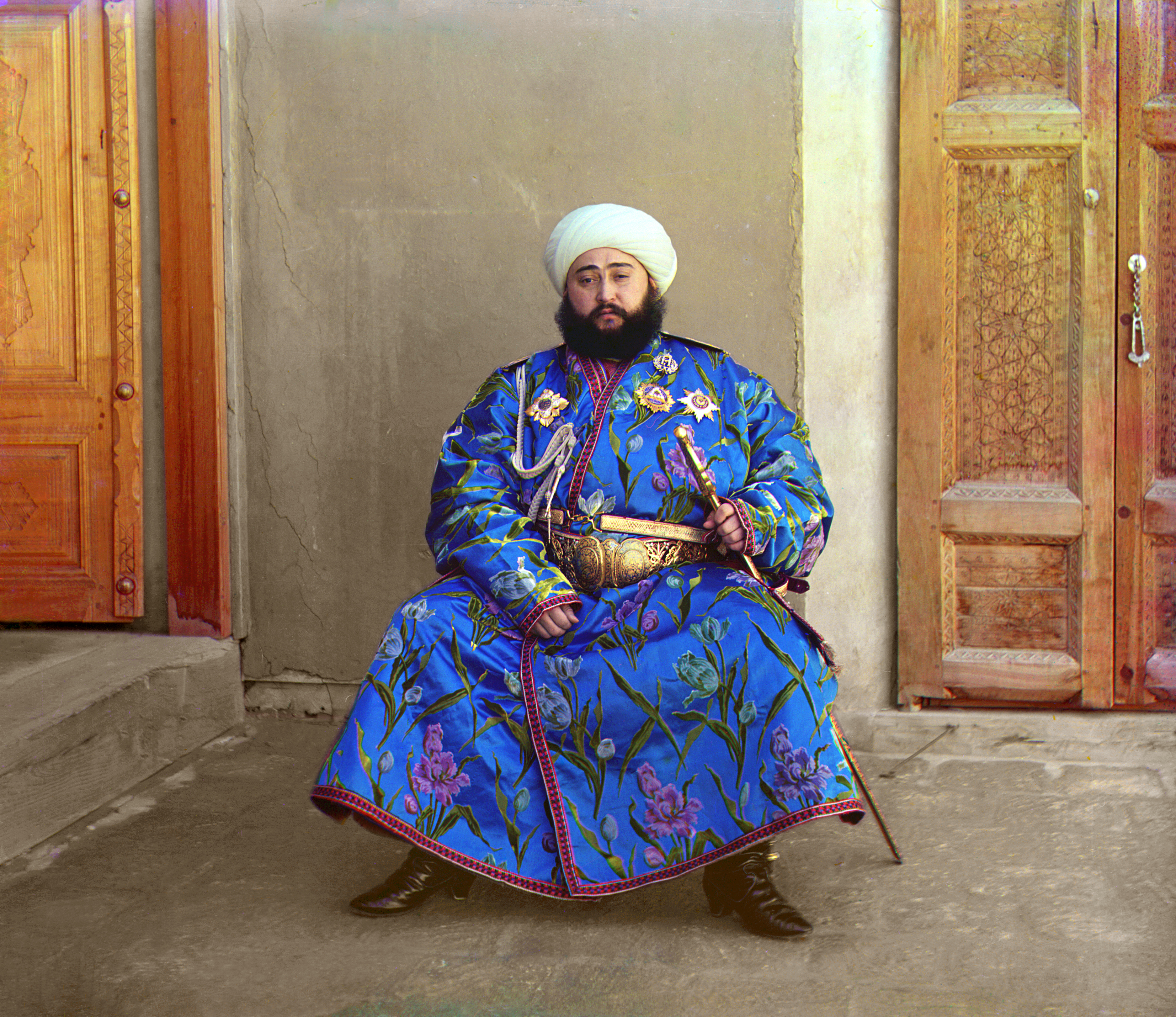
Mohammed Alim Khan, den siste emiren av Buchara, fotograferad av Sergej Prokudin-Gorskij 1911.

Från cirka 1500 övergick styret av landet till de uzbekiska khanerna. Den mest kände av dem är Sjaibani, av vars stora rike Buchara blev en mindre del. Sjaibanidernas välde (1510-1599) förföll snart genom dynastiska fejder; dock upplevde landet under Abdallah II (1555-1597) en ny blomstringstid, särskilt i fråga om andlig kultur. Slavhandeln i Bukhara tillhörde världens största.
Förfallet tilltog alltmer under asjtarkanidernas dynasti (1599-1785) och huset Mangit (1785-1868), som senare på kvinnolinjen ledde sitt ursprung från Djingis khan. Fejder med grannstaterna Chiva och Kokand uttömde rikets krafter. Den fanatiske emiren Nasrullah khan (1826-1860) trodde sig om att kunna trotsa européerna, och lät avrätta två engelska sändebud, överste Stoddart och kapten Conolly (1842), samt avvisade även ryssarnas försök till diplomatiskt närmande. Under hans son, Mozaffer ed-din (1860-1885), närmade sig de i Centralasien raskt framträngande ryssarna på allvar Bucharas gränser. 
Det kom 1866 till väpnad sammanstötning, och 14 maj 1868 tågade general Kauffmann in i Samarkand. Vid fredsslutet 30 juli 1868 behöll ryssarna nordöstra delen av landet (Samarkand och ett par andra distrikt) samt erhöll betydande handelsrättigheter. 1873 bistod khanen af Buchara ryssarna i deras fälttåg mot Chiva och erhöll i belöning ett stycke av det erövrade landet vid Amudarjas högra strand. Det ryska inflytandet har tilltog snabbt under Mozaffer ed-dins son och efterträdare Seijid abd ul-Ahad (från 1885), och Buchara blev en vasallstat till Ryssland. Seijid abd ul-Ahad besökte två gånger (1893 och 1902) ryska hovet och lät uppfostra sin son i Ryssland.

## 1919–1925

Sovjetrepubliken Buchara år 1922 markerad i rött.

Emiren av Buchara störtades 30 aug 1919 genom en bolsjevik-revolution, och Buchara blev 1920 en sovjetrepublik, som genom avslutade militära och politiska konventioner med Sovjet-Ryssland uppgick i Sovjetunionen. 1924 döptes den om till socialistisk sovjetrepublik, och 1925 absorberades dess territorium in i Uzbekiska SSR i samband med gränsförändringar i den centralasiatiska delen av Sovjetunionen.